# 대한민국 동물보호법
동물보호법(動物保護法, 영어: animal protection act)은 1991년 제정된 대한민국 법률이다. 이 법은 동물에 대한 학대행위의 방지 등 동물을 적정하게 보호·관리하기 위하여 필요한 사항을 규정함으로써 동물의 생명보호, 안전 보장 및 복지 증진을 꾀하고, 동물의 생명 존중 등 국민의 정서를 함양하는 데에 이바지함을 목적으로 한다.

## 평가
동물보호에 관한 토대를 마련하고 동물학대를 명시적으로 금지하며 실험동물에 대해 규정한 데 의의를 둘 수 있을 것이나, 1988년 서울올림픽 전후 해외에서 개고기의 식용에 대해 비판받은 후에야 제정된 법으로 선언적 성격이 강하다는 비판이 있다.

## 같이 보기
- 동물법
- 동물권

## 참고 문헌
- 김동훈, 동물법 이야기, 펫러브, 2013. ISBN 9788996527121